# 乙胺嗪
乙胺嗪 （英語：Diethylcarbamazine，簡稱DEC）是一種用於治療絲蟲病（包括淋巴絲蟲病、熱帶肺嗜酸性粒細胞增多症和羅阿絲蟲病）的藥物。它也可為高危險群作預防感染羅阿絲蟲病之用。雖然此藥物已用於治療蟠尾絲蟲症（即河盲症），但屬於阿維菌素家族的伊維菌素才是首選藥物。此藥物透過口服方式給藥。
使用後常見的副作用有搔癢、臉部腫脹、頭痛和疲倦感。其他副作用有視力喪失和頭暈。較少見的副作用有腹痛、食慾降低、腹瀉、心搏停止和姿位性低血壓等。雖說個體於懷孕期間使用，似乎對胎兒屬於安全，但世界衛生組織（WHO）及一般藥業提供的說明均建議在可能情況下，等到分娩之後再行使用。個體在進行母乳哺育期間，為防止對嬰兒產生可能的影響，也建議避免使用。
此藥物由4-甲基-哌嗪製成，屬於驅蟲藥類藥物。
乙胺嗪於1947年由印度裔美國籍生物化學家Yellapragada Subbarow發現，已被納入世界衛生組織基本藥物標準清單之中。乙胺嗪並未在美國上市，但可從美國疾病管制與預防中心（CDC）取得。

## 醫療用途
乙胺嗪適用於治療某些絲蟲病（包括由班克羅夫絲蟲、馬來絲蟲或帝汶絲蟲感染引起的淋巴絲蟲病）、羅阿絲蟲病和熱帶肺嗜酸性粒細胞增多症。世界衛生組織（WHO）建議用此藥物為微絲蚴感染者治療，並在流行地區用於控制絲蟲病的傳播。
在印度和中國曾有在疫病流行區域，於食用鹽中添加乙胺嗪（DEC強化鹽）供居民攝取以對抗淋巴絲蟲病。中國以前是淋巴絲蟲病患者人數最多的國家，數億人生活在地方性流行區。中國各省份採用不同的綜合干預措施，其中超過1.94億人曾使用加藥鹽，加藥鹽在某些省份甚至是最主要的干预措施。迄1994年，中國所有省份均達到基本消除淋巴絲蟲病的標準，根據該國專家的意見，加藥鹽發揮有關鍵作用。

## 禁忌症
對於乙胺嗪有適用禁忌的個體有：
- 已被證實對該藥物過敏的個體。
- 孕婦 (推遲治療，待分娩後進行)。
- 嬰兒。
- 老年人。
- 身體衰弱者 (通常被排除在集體治療計畫之外)。
- 心臟病患者。
- 腎功能受損患者。

對於可能患有蟠尾絲蟲症的患者，由於有造成馬佐替氏反應的風險（反應通常在治療後7天內發生，症狀可能有發燒、蕁麻疹、淋巴結腫大、心跳過速和低血壓等，有致命可能性），也禁用乙胺嗪。

## 與其他藥物交互作用
目前尚無此類報告。

## 作用機制
乙胺嗪是微絲蚴的花生四烯酸代謝抑制劑，讓微絲蚴更容易受到人體先天免疫攻擊，但並不能徹底殺死這些幼蟲。

## 藥效學
乙胺嗪是一種驅蟲藥，但與其他抗寄生蟲化合物不同。它是一種合成有機化合物，對多種寄生蟲具有高度針對性，且不含任何有毒金屬元素。藥物在人體內的生物半衰期約為8小時。
乙胺嗪在體內分布廣泛，主要以以下兩種方式排出體外：
- 絕大部分以原形隨尿液排出。
- 少部分以N-氧化物代謝物的形式隨尿液排出。

尿液pH值會影響藥物的尿液排泄量和生物半衰期。大約5%的藥物會隨糞便排出體外。

## 社會與文化

### 品牌名稱
品牌名稱包括有Hetrazan、Carbilazine、Caricide、Cypip、Ethodryl、Notézine、Spatonin、Filaribits、Banocide Forte和Eofil。

## 獸醫用途
此藥物曾被用於預防犬心絲蟲感染，但當狗感染之後，此藥物即療效不佳。目前已少有使用乙胺嗪為狗作此用途。

## 外部連結
- . Drug Information Portal. U.S. National Library of Medicine.   [2024-08-04]. （原始内容存档于2022-01-15）.

Template:Anthelmintics
Template:Piperazines